# 申东勋
申东勋（1953年1月15日—），男，韩国演员。
申东勋是朝鲜大学体育学学士。1970年作为话剧演员首次出道，1972年通过首尔中央放送（现KBS韩国放送公社）公开招聘成为配音演员，五年后的1977年，通过TBC东洋广播公开招聘艺人正式出道。

## 作品

### 电影
- 《母亲与儿子》（1976年）
- 《extras》（1998年）
- 《想要瘦身的告白吗？》（2002年）
- 《寄生虫》（2002年）
- 《黑面包车铁洙的良心宣言》（2002年）
- 《大洋的浪花》（2005年）

### 电视剧
- 《风云》（1982年，KBS1）- 金玉均
- 《青春进行曲》（1983年，KBS2）
- 《独立门》（1984年，KBS1）
- 《爱情花园》（1987年，KBS2）
- 《岁月》（1987年，KBS1）
- 《TV 孙子兵法》（1987年，KBS2）
- 《墙下的凤仙花》（1989年，KBS1）
- 《黎明的眼睛》（1991年，MBC）- 赵章
- 《明天是爱》（1992年，KBS2）- 罗钟宝
- 《韩明浍》（1994年，KBS2）- 金宗直
- 《龙之泪》（1996年，KBS1）- 闵无咎
- 《学校2》（1999年，KBS2）- 世镇父
- 《学校3》（2000年，KBS2）- 洪根父
- 《太祖王建》（2000年，KBS1）- 裴玄庆
- 《明成皇后》（2001年，KBS2）- 鄧世昌
- 《帝国的早晨》（2002年，KBS1）- 皇甫魏光
- 《张禧嫔》（2002年，KBS2）- 闵宗道
- 《武人时代》（2003年，KBS1）- 文章弼
- 《英雄时代》（2004年，MBC）- 壮年朴日
- 《不灭的李舜臣》（2004年，KBS1）- 細川忠興
- 《海神》（2004年，KBS2）- 金正华、金昌谦的父亲
- 《渊盖苏文》（2006年，SBS）- 杨万春
- 《大祚荣》（2007年，KBS1）- 曹仁师
- 《大王世宗》（2008年，KBS1）- 李满住
- 《2009 传说中的故乡 - 假面鬼》（2009年，KBS2）- 德山
- 《近肖古王》（2010年，KBS1）
- 《广开土太王》（2011年，KBS1）